# Ostry Kamień (Orneta)
Ostry Kamień (deutsch Scharfenstein) ist ein kleines Dorf in der polnischen Woiwodschaft Ermland-Masuren. Es gehört zur Stadt- und Landgemeinde Orneta (Wormditt) im Powiat Lidzbarski (Kreis Heilsberg).

## Geographische Lage
Ostry Kamień liegt an der Wałsza (Walsch) im Nordwesten der Woiwodschaft Ermland-Masuren, 26 Kilometer südöstlich der früheren Kreisstadt Braunsberg (polnisch Braniewo) bzw. 36 Kilometer nordwestlich der heutigen Kreismetropole Lidzbark Warmiński (Heilsberg).

## Geschichte
Scharfenstein bestand in seinem Kern lediglich aus einem großen Hof. Im Jahre 1874 wurde die Landgemeinde Scharfenstein in den neu errichteten Amtsbezirk Langwalde (polnisch Długobór)  im ostpreußischen Kreis Braunsberg, Regierungsbezirk Königsberg, aufgenommen.  Das Dorf Scharfenstein zählte im Jahre 1910 72 Einwohner.
Am 17. Oktober 1928 gab Scharfenstein seine Eigenständigkeit auf und schloss sich mit den Nachbardörfern Gedauten (polnisch Gieduty) und Klein Körpen (Kierpajny Małe) zur neuen Landgemeinde Gedauten zusammen.
In Kriegsfolge kam Scharfenstein 1945 mit dem gesamten südlichen Ostpreußen zu Polen. Das Dorf erhielt die polnische Namensform „Ostry Kamień“ und ist heute eine Ortschaft innerhalb der Gmina Orneta (Stadt- und Landgemeinde Wormditt) im Powiat Lidzbarski (Kreis Heilsberg), von 1975 bis 1998 der Woiwodschaft Elbląg, seither der Woiwodschaft Ermland-Masuren zugehörig.

## Religion
Bis 1945 war Scharfenstein und ist Ostry Kamień bis heute in die römisch-katholische Kirche Langwalde (Długobór) im Erzbistum Ermland eingepfarrt.
Evangelischerseits gehörte Scharfenstein bis 1945 zur Pfarrkirche in Mehlsack in der Kirchenprovinz Ostpreußen der Kirche der Altpreußischen Union. Heute ist Ostry Kamień der Diözese Masuren der Evangelisch-Augsburgischen Kirche in Polen zugeordnet.

## Verkehr
Ostry Kamień liegt an einer Nebenstraße, die von Bornity (Bornitt) über Gieduty (Gedauten) bis nach Stygajny (Stigehnen) führt. 
Eine direkte Bahnanbindung besteht nicht.